# シンガポール・プールズ
シンガポール・プールズ（Singapore Pools）はシンガポールで唯一のTOTOやスクラッチカードなどの富くじを販売している会社。違法ギャンブルに対抗する手段として1968年に設立された。1980年にはシンガポール政府の投資会社であるテマセク・ホールディングスの100%子会社になる。2004年5月に所有者がテマセク・ホールディングスから財務省の法定機関であるシンガポール・トータリゼーター庁（Singapore Totalisator Board）に変わる。
シンガポールで合法なギャンブルを提供すること、そしてその利益を社会に還元することを使命としている。